# Warped Tour 2003 Tour Compilation
Warped Tour 2003 Tour Compilation è la sesta compilation del Warped Tour, pubblicata il 3 giugno 2003.

## Tracce

### Disco 1
1. Your Silence - 2:51 (The Suicide Machines)
2. Just a Little - 3:27 (The Used)
3. Glass War - 1:59 (NOFX)
4. Asaok - 2:06 (Less Than Jake)
5. Under a Killing Moon - 2:41 (Thrice)
6. Darko - 2:31 (Slick Shoes)
7. Any Number Can Play - 2:38 (No Use for a Name)
8. 20 Going on... - 4:02 (Tsunami Bomb)
9. Anybody Listening - 2:24 (Face to Face)
10. Science Fiction - 3:04 (Rufio)
11. Mu Empire - 3:45 (Glassjaw)
12. Pieces of You in Me - 3:00 (Poison the Well)
13. Don't Believe - 2:56 (Letter Kills)
14. Finish Line - 3:44 (Yellowcard)
15. All the Way - 2:07 (Jackson United)
16. Bloody Romance - 3:48 (Senses Fall)
17. Boxcar - 3:34 (Stairwell)
18. And the Hero Will Drown - 3:13 (Story of the Year)
19. Bring Me Down - 1:55 (Useless I.D.)
20. Hollywood and Vine - 2:45 (Matchbook Romance)
21. Every Night's Another Story - 2:45 (Early November)
22. My Favorite Accident - 3:20 (Motion City Soundtrack)
23. Disregard the Runner-Up - 3:17 (Kicked In The Head)
24. The Movement - 2:59 (S.T.U.N.)
25. Avoid One Thing... - 2:04 (Avoid One Thing)

### Disco 2
1. Your Own Disaster (Sneak Peek Version) - 4:47 (Taking Back Sunday)
2. Born Free - 1:23 (Bouncing Souls)
3. Walk Away - 2:50 (Dropkick Murphys)
4. Glad - 2:08 Swingin' ($wingin' Utter$)
5. Made in NYC - 2:25 (The Casualties)
6. Like the Angel - 2:46 (Rise Against)
7. Nintendo 89 - 3:38 (Audio Karate)
8. You Don't Mean Anything - 2:28 (Simple Plan)
9. Falling Apart - 2:39 (Lagwagon)
10. False Hope - 2:07 (The Unseen)
11. Media Control - 3:07 (The Briggs)
12. Harder They Come - 2:26 (Me First and the Gimme Gimmes)
13. Dinner's for Suckers - 1:49 (None More Black)
14. Strangers - 2:40 (Maxeen)
15. Somewhere on Fullerton - 2:39 (Allister)
16. Drinking for 11 - 3:54 (Mad Caddies)
17. Ready to Die - 2:55 (Andrew W.K.)
18. Delirium Trigger - 4:44 (Coheed and Cambria)
19. Darkness Surrounding - 4:48 (Avenged Sevenfold)
20. These Are a Few of My Favorite Things - 2:25 (Death by Stereo)
21. In and Out - 2:49 (U.S. Bombs)
22. Broken Radio - 3:34 (Pistol Grip)
23. Burn Inside - 3:27 (Western Waste)
24. Till It's Gone - 2:23 (Missing 23rd)
25. Solitude - 2:50 (Authority Zero)
26. Rooftops - 3:55 (Mest)
27. Imaginary - 3:33 (Cordalene)

## Classifiche
| Classifica (2003)         | Posizione massima |
| ------------------------- | ----------------- |
| Stati Uniti               | 21                |
| Stati Uniti (independent) | 1                 |